# Coenae tuae mirabili
Il Coenae tuae mirabili è l'antifona "dopo il Vangelo" propria della messa in cena Domini del Giovedì santo, celebrata in rito ambrosiano.
Essa è risalente al V secolo ma il suo autore è sconosciuto.
Nel duomo di Milano i pueri cantores della cappella musicale si dispongono in cerchio intorno all'altare per cantarla in latino, ad una voce, senza accompagnamento strumentale.

## Testo
(Messale ambrosiano)